# Bob Murawski
Pour les articles homonymes, voir Murawski.
Bob Murawski (ACE) est un monteur américain né le 14 juin 1964  à Détroit (Michigan).

## Biographie
Bob Murawski fait des études en télécommunications à l'Université d'État du Michigan, dont il sort diplômé en 1987.
Avec sa femme Chris Innis, il a fondé Box Office Spectaculars, une société de distribution de films culte, et avec Sage Stallone Grindhouse Releasing (en) qui restaure et redistribue également de vieux films oubliés,.

## Filmographie (sélection)
- 2002 : Spider-Man de Sam Raimi
- 2004 : Spider-Man 2 de Sam Raimi
- 2007 : Spider-Man 3 de Sam Raimi
- 2008 : Démineurs (The Hurt Locker) de Kathryn Bigelow
- 2010 : Gone with the Pope (en) de Duke Mitchell (en)
- 2011 : La Locataire (The Resident) d'Antti Jokinen
- 2013 : Le Monde fantastique d'Oz (Oz the Great and Powerful) de Sam Raimi
- 2015 : Poltergeist de Gil Kenan
- 2016 : Ben-Hur de Timur Bekmambetov
- 2024 : La Malédiction : L'Origine (The First Omen) d'Arkasha Stevenson

## Distinctions

### Récompenses
- Oscars 2010 : Oscar du meilleur montage pour Démineurs
- BAFTA 2010 : British Academy Film Award du meilleur montage pour Démineurs